# 中原高句麗碑

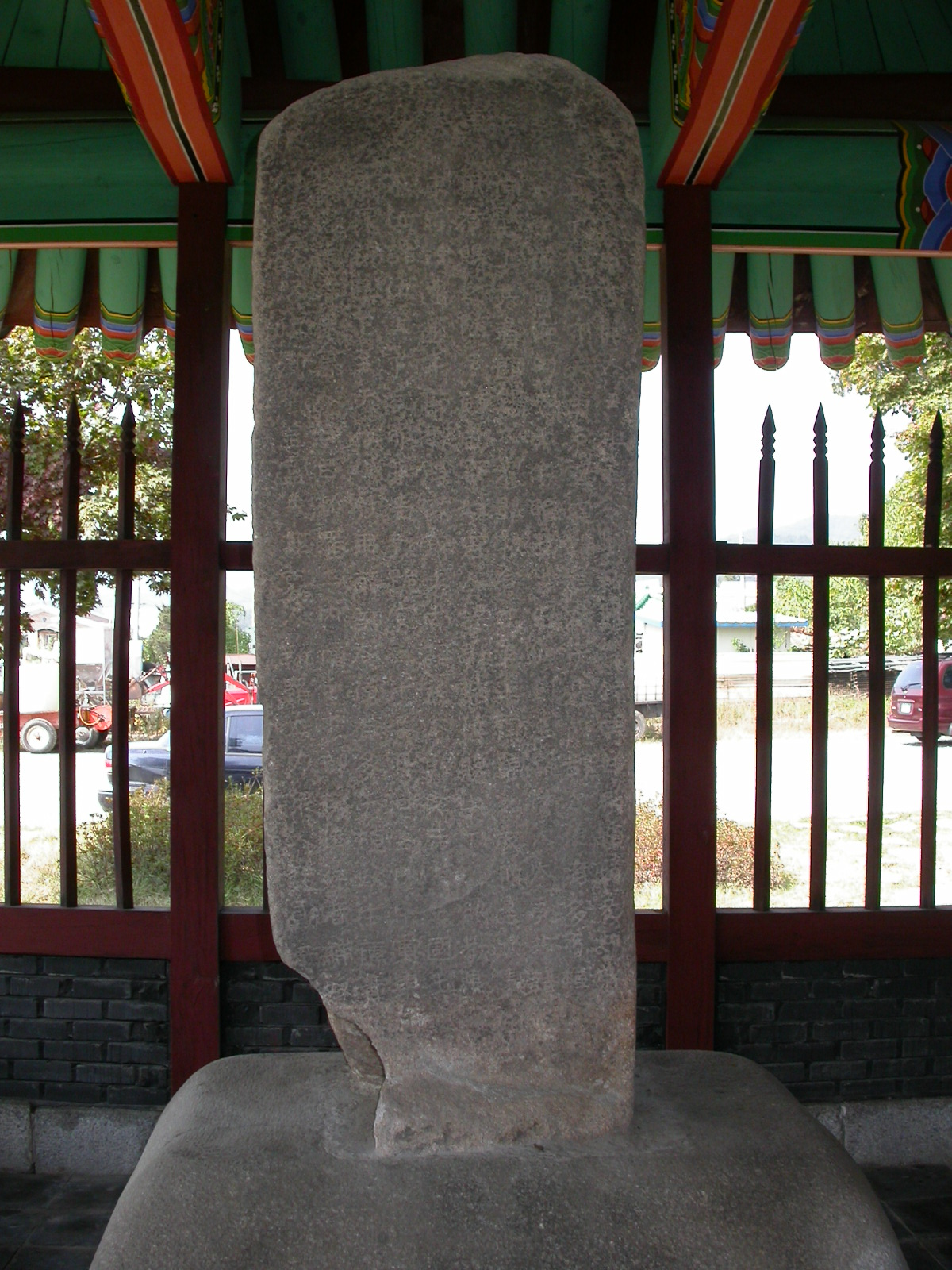
中原高句麗碑

中原高句麗碑（ちゅうげんこうくりひ）は、1978年に大韓民国忠清北道中原郡（現在の忠州市。1995年改称）中央塔面龍田里で発見された碑石である。1979年になって5世紀前半の高句麗の碑石であることが判明し、後に韓国の国宝第205号に指定された。
高さ2.03メートル、幅0.55メートルの自然石を用いた石柱であり、刻字面を研磨した後に四面に刻字されたものであるが、磨耗が激しい後面及び右面は判読不能な状態となっている。

## 碑文の解釈
高句麗と新羅との関係を兄弟になぞらえながらも、高句麗を「大王」として新羅王を「東夷之寐錦」と位置づけている。また高句麗が寐錦以下の官に衣服を下賜したことや、新羅領内で300人を徴発して高句麗軍官の指揮下に置いたことも記され、朝鮮半島内に勢力を拡大した長寿王の時代、高句麗が新羅を従属させていたことを示す資料である。
414年に建てられた広開土王碑は純粋な中国式漢文で書かれているのに対し、中原高句麗碑は征服地の新羅の民に読ませるために新羅語の制約を受けた表記法になっていると説明される。6世紀の新羅による迎日冷水碑や蔚珍鳳坪碑が同様に新羅語的な漢文になっていることとあわせ、新羅では漢字を受容し使用していたが、漢文表記については自国語に適した表記に改めて用いていたものと推察されている。